# 210 Isabella
Isabella (asteroide 210) é um asteroide da cintura principal com um diâmetro de 86,65 quilómetros, a 2,38277948 UA. Possui uma excentricidade de 0,12423249 e um período orbital de 1 639,21 dias (4,49 anos).
Isabella tem uma velocidade orbital média de 18,05698485 km/s e uma inclinação de 5,26134646º.
Este asteroide foi descoberto em 12 de novembro de 1879 por Johann Palisa.